# Eivind Astrup

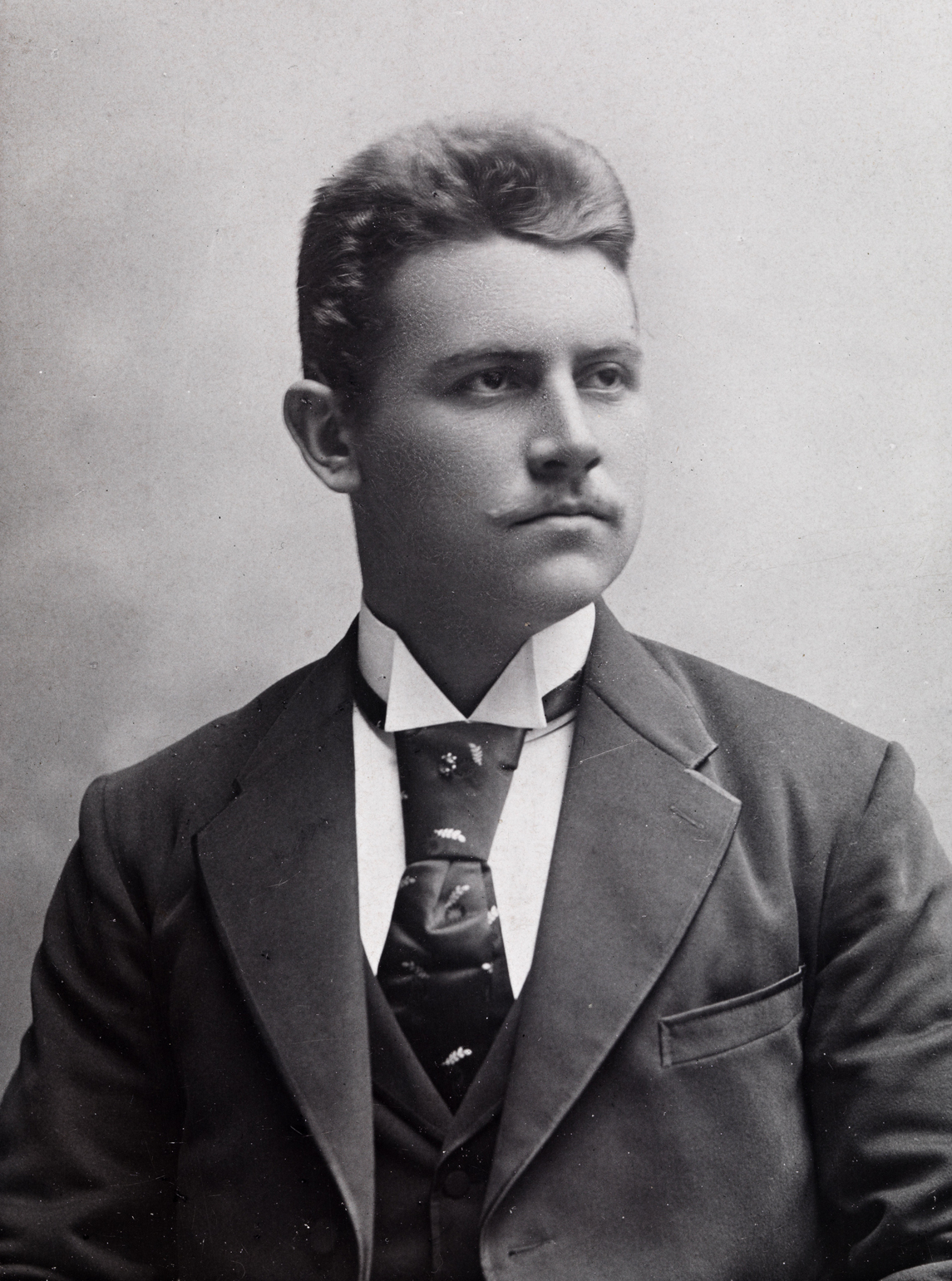
Eivind Astrup, Foto: Christian Gihbsson

Eivind Astrup (* 17. September 1871 in Christiania, Norwegen; † 27. Dezember 1895 in Hjerkinn, Norwegen) war ein norwegischer Polarforscher. Er nahm in den 1890er Jahren an Expeditionen Robert Pearys nach Nordgrönland teil.

## Leben

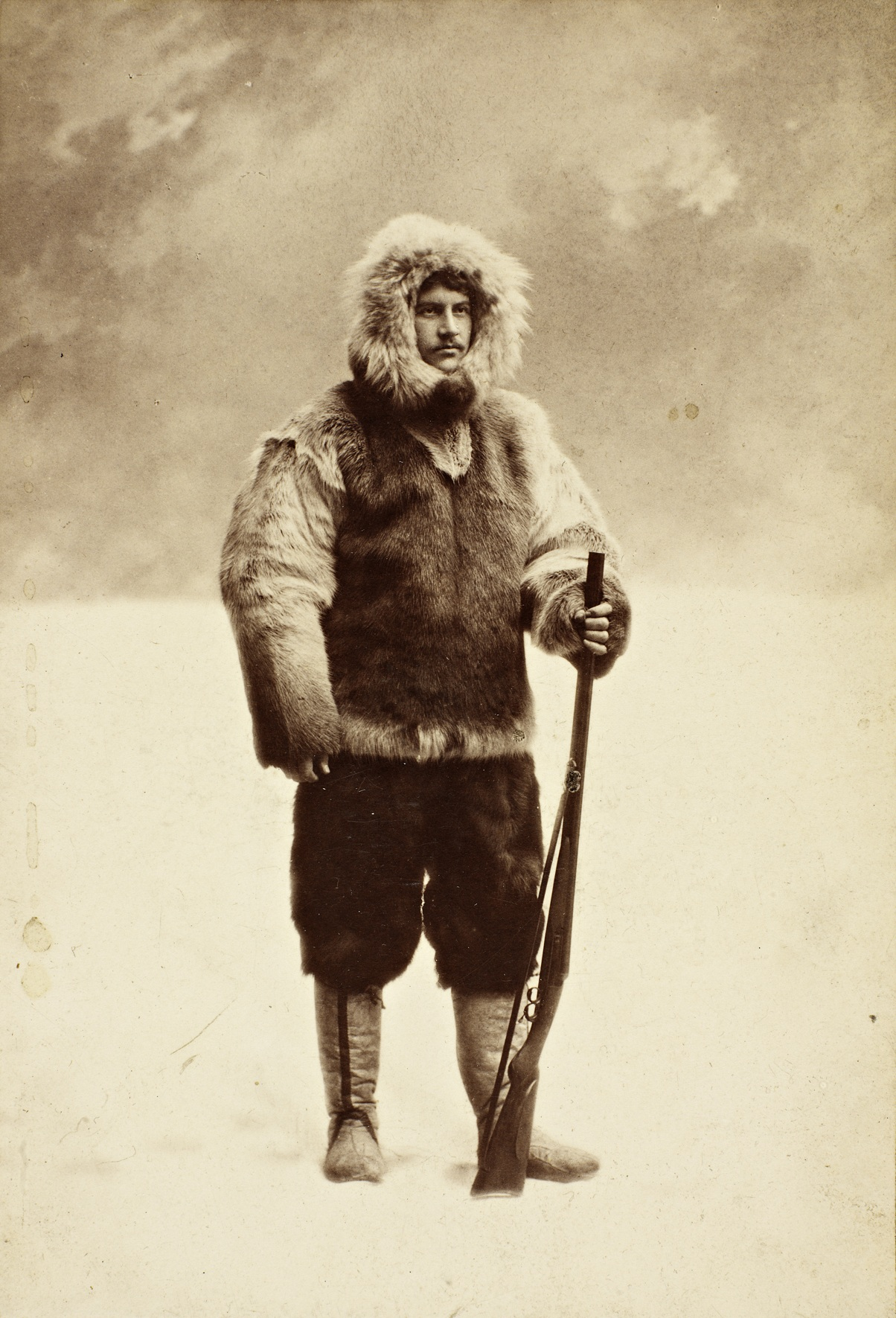
Eivind Astrup 1893, Foto: Daniel Georg Nyblin

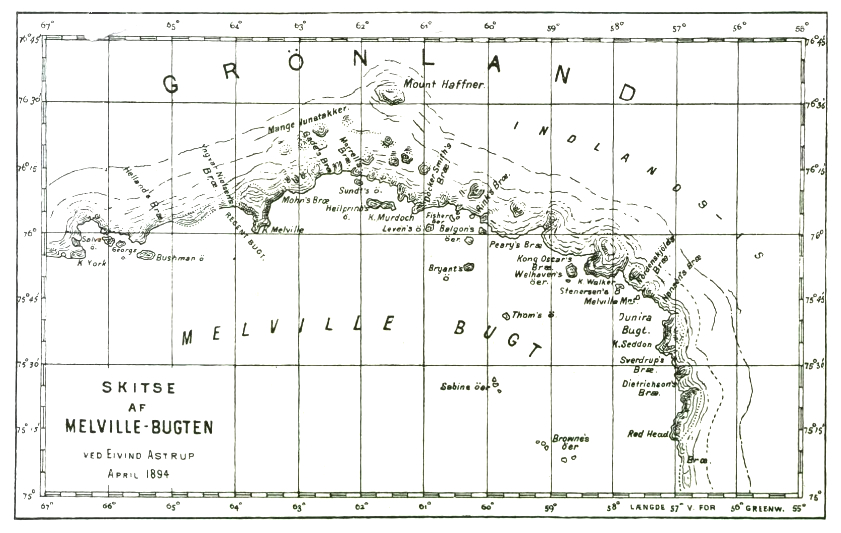
Astrups Karte der Melville-Bucht

### Frühe Jahre
Eivind Astrup wurde 1871 in Christiania, dem heutigen Oslo, geboren. Seine Eltern waren der Großhändler und stadshauptmann (der Kommandeur der städtischen Bürgerwehr) Harald Astrup (1831–1914) und dessen Ehefrau Emilie Johanne geb. Smith (1836–1915). Eivinds Brüder Henning (1864–1896) und Thorvald (1876–1940) wurden bekannte Architekten, sein Bruder Sigurd (1873–1949) Politiker.
Nachdem Astrup 1889 den Besuch des Handelsgymnasiums in Christiania abgeschlossen hatte, arbeitete er kurzzeitig in einer Bank, bevor er 19-jährig zur weiteren Ausbildung nach Philadelphia ging. Im Frühjahr 1891 bewarb sich der trainierte und abgehärtete Skiläufer erfolgreich bei Robert Peary als Teilnehmer an dessen Expedition nach Nordgrönland.

### Erste Grönland-Expedition mit Peary 1891–1892
Peary hatte bereits 1886 versucht, den Grönländischen Eisschild zu überqueren, hatte aber nach 150 km umkehren müssen. Auf seiner zweiten Expedition wollte er das Inlandeis hoch im Norden überqueren und den nördlichsten Punkt Grönlands erreichen. Am 23. Juli 1891 kam Astrup mit dem Rest der Expeditionsmannschaft im Lager am MacCormick-Fjord an. Der Herbst und Winter wurde für die Jagd und zum Anlegen von Proviantdepots genutzt. Am 3. Mai 1892 brach Astrup mit Peary, dem Expeditionsarzt Frederick Cook, dem Ornithologen Langdon Gibson (1866–1923) und 20 Schlittenhunden in Richtung Nordosten auf. Nach 240 km schickte Peary Cook und Gibson zurück und setzte die Reise allein mit Astrup und 13 Hunden fort. Am 4. Juli erreichten sie nach großen Strapazen und mit zu wenig Nahrung Navy Cliff und blickten aus 1000 m Höhe auf den Independence Fjord auf der Ostseite Nordgrönlands. Einen Monat später waren sie zurück im Lager. Sie hatten mehr als 2000 km zurückgelegt, eine viermal so lange Strecke wie Fridtjof Nansen bei der erstmaligen Überquerung des Inlandeises im Jahr 1888. Eivind Astrup hatte dabei eine neue Technik eingeführt, die zum Standard norwegischer Polarexpeditionen werden sollte: die Kombination von Hundeschlitten mit Skiern. Die größten Errungenschaften der Expedition waren die Vermessung der nördlichen und nordöstlichen Ausläufer Grönlands, an der Astrup einen großen Anteil hatte, und seine gründliche ethnografische Studie der Polareskimos, der nördlichsten Gruppe der Inuit.
Nach seiner Rückkehr nach Norwegen wurde Astrup zum Ritter des Sankt-Olav-Ordens ernannt. In so jungen Jahren hatte noch niemand diese Ehre erfahren.

### Zweite Grönland-Expedition mit Peary 1893–1894
Astrup nahm auch an Pearys nächster Expedition teil, deren Ziel die Erweiterung der gemachten Entdeckungen war. Dazu sollten acht Männer über das Inlandeis zum Independence Fjord vordringen. Die Expedition scheiterte an schlechten Wetterbedingungen und der Erkrankung mehrerer Teilnehmer. Astrup musste die Schlittenreise schon nach einer Woche abbrechen und ins Basislager zurückkehren. Nachdem er sich erholt hatte, unternahm er mit dem Inuk Kolotengva auf eigene Faust eine 1300 km weite Schlittenreise, auf der er erstmals die Nordküste der Melville-Bucht kartierte. Dies blieb der einzige wirkliche Erfolg der gesamten Expedition. Die Royal Geographical Society in London verlieh ihm dafür 1895 den Murchison Award.
1895 erschien Astrups Buch Blandt Nordpolens Naboer (deutsch Unter den Nachbarn des Nordpols). Viel Raum nimmt darin die Schilderung der Sitten und Gebräuche, Jagden, sozialen, sittlichen und religiösen Verhältnisse der Polareskimos ein.

### Tod

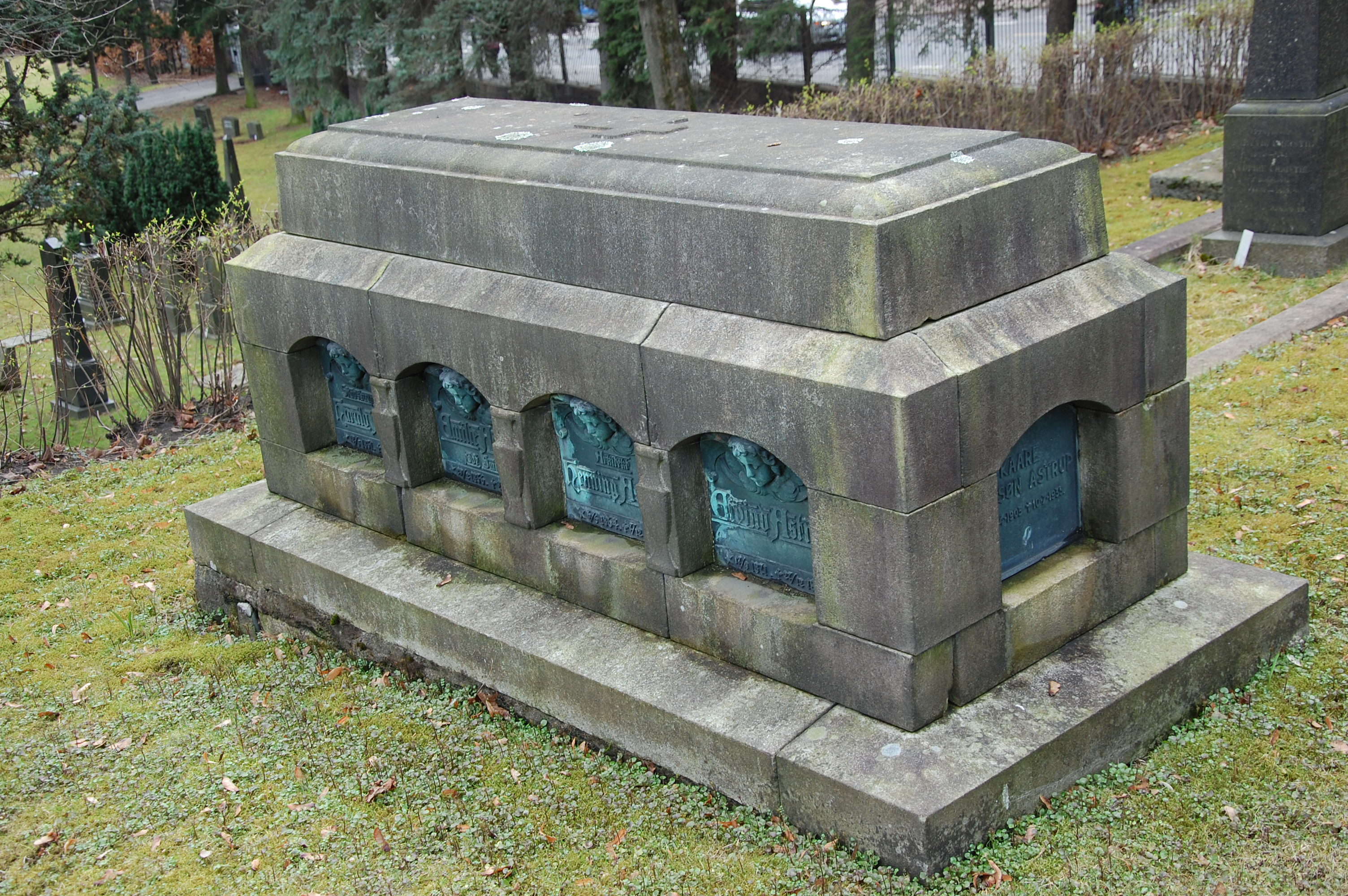
Familiengrabstätte Astrup in Oslo

Astrup hatte detaillierte Pläne für eigene Expeditionen in die Arktis und Antarktis. Er gehörte zu den Ersten, die vorschlugen, einen Ballon als Fahrzeug zum Nordpol zu nutzen, wie es 1897 Salomon August Andrée versuchte. Erste Ballonfahrten unternahm Astrup im Herbst 1895 mit Francesco Cetti. Dabei war er der Erste, der Norwegen aus der Luft fotografierte.
Seinen Plänen stand allerdings seine angegriffene Gesundheit entgegen. Laut Roald Amundsens vermutete Frederick Koch, dass Astrup an Syphilis litt. Es könnte sich aber auch um die Folgen der Lebensmittelvergiftung gehandelt haben, die er sich 1894 in Grönland zugezogen hatte. Es deprimierte ihn, dass seine Karriere als Polarforscher schon beendet sein könnte. An Weihnachten 1895 reiste er nach Hjerkinn und brach am 27. Dezember allein in die Berge auf. Als man ihn einige Wochen später fand, stellte sich heraus, dass er sich nicht weiter als eine Stunde von Hjerkinn entfernt hatte. Die Todesumstände sind unklar, weisen aber auf einen Selbstmord hin.
Unter großer Anteilnahme der Bevölkerung wurde Astrup auf dem Friedhof Vår Frelsers Gravlund in Christiania bestattet.

## Gedenken
Nach Astrups Tod wurde an der Stelle, an der er gefunden worden war, ein Gedenkstein aufgestellt. Ein sieben Meter hohes Denkmal wurde 1896 am Voksenkollen im Norden Christianias errichtet. Auf Initiative des Archäologen Helge Ingstad wurde es 1990 an eine sichtbarere Stelle im Frognerseteren umgesetzt. 1909 wurde in Nordwestgrönland ein weiteres Denkmal eingeweiht, 1959 erneuert und im Jahr 2010 durch ein neues Denkmal ersetzt. Mehrere Straßen in Norwegen sind nach Eivind Astrup benannt.
Darüber hinaus ist Astrup Namensgeber mehrerer geographischer Objekte in der Arktis und der Antarktis. Amundsen, für den Astrup eines seiner großen Vorbilder war, benannte die zu Kanada gehörende Insel Astrup island im Rasmussen Basin und Kap Astrup in der Antarktis nach ihm. In Nordostgrönland tragen der Astrup Fjord und der Gletscher Astrup Bræ seinen Namen. Eine Landspitze der zu Spitzbergen gehörenden Insel Amsterdamøya heißt ihm zu Ehren Astrupneset.

## Schriften
- Løitnant Peary’s Grønlandsekspedition 1891–92. In: Det Norske Geografiske Selskabs Årbok. Band 4, 1893, S. 25–44 (norwegisch, google.de).
- Blandt Nordpolens Naboer. Aschehoug, Kristiania 1895 (norwegisch, archive.org).
  - englische Übersetzung: With Peary near the pole. Arthur Pearson, London 1898 (archive.org).
  - deutsche Übersetzung: Unter den Nachbarn des Nordpols. Haessel, Leipzig 1905.
- Peary’s Journey across Northern Greenland. In: S. L. Berens (Hrsg.): The Fram expedition. Nansen in the frozen world. Holman, Philadelphia 1897, S. 321–438 (englisch, archive.org).